# St Andrews Agreement
The St Andrews Agreement, eller Comhaontú Chill Rímhinn på iriska, är ett avtal föreslaget av den brittiska respektive den irländska regeringen om hur man ska dela makten i Northern Ireland Assembly (regionparlamentet). Avtalet är ett resultat av att de fyra största partierna i Nordirland efter att ha träffas kom överens om hur makten ska fördelas. Mötet hölls i St Andrews, Skottland mellan 11 och 13 oktober 2006. Partierna som deltog var: Democratic Unionist Party (DUP), Sinn Féin (SF), Ulster Unionist Party (UUP) och Social Democratic and Labour Party (SDLP).

## Viktiga delar i avtalet
Det parti som får flest röster får posten som försteminister. Det som får näst flest röster får vice försteministerposten. Regeringsmakten delas vidare i förhållande till partistorlek: det parti med flest mandat får fem ministerposter, det andra fyra och så vidare.

## Avtalets genomförande efter valet
Man enades om att nominera Ian Paisley (DUP) som försteminister och Martin McGuinness från Sinn Fein nominerades till vice försteminister.
26 mars gick tidsfristen ut som Irland och Storbritannien satt upp som datum då parterna måste enas om den övriga regeringen.
Valets stora vinnare DUP och Sinn Féin hade svårt att acceptera varandras kandidater då många har erkänt eller anklagas för att utövat eller stött våldet i Nordirland. Den 25 mars 2007 varnade London parterna, skulle de inte komma överens före midnatt skulle London ta över igen. DUP och Sinn Feins respektive ledare Ian Paisley och Gerry Adams förhandlade och diskuterade med varandra för första gången den 26 mars och enades då om att ha en regering färdig den 8 maj.Tony Blair och Bertie Ahern accepterade detta och flyttade fram datumet för då regeringen skulle bildas till den 8 maj.
Vid midnatt den 7 maj tog den nya regeringen över makten i Nordirland.
| Ministerpost                 | Namn               | Parti                              | Tillsatt   |
| ---------------------------- | ------------------ | ---------------------------------- | ---------- |
| Försteminister               | Ian Paisley        | Democratic Unionist Party          | 8 maj 2007 |
| Vice försteminister          | Martin McGuinness  | Sinn Féin                          | 8 maj 2007 |
| Handelsminister              | Nigel Dodds        | Democratic Unionist Party          | 8 maj 2007 |
| Finansminister               | Peter Robinson     | Democratic Unionist party          | 8 maj 2007 |
| Regionalutvecklingsminister  | Conor Murphy       | Sinn Féin                          | 8 maj 2007 |
| Utbildningsminister          | Caitríona Ruane    | Sinn Féin                          | 8 maj 2007 |
| Arbetsmarknadsminister       | Reg Empey          | Ulster Unionist Party              | 8 maj 2007 |
| Miljöminister                | Arlene Foster      | Democratic Unionist Party          | 8 maj 2007 |
| Kultur- och fritidsminister  | Edwin Poots        | Democratic Unionist Party          | 8 maj 2007 |
| Sjukvårds- och hälsominister | Michael McGimpsey  | Ulster Unionist Party              | 8 maj 2007 |
| Jordbruksminister            | Michelle Gildernew | Sinn Féin                          | 8 maj 2007 |
| Socialminister               | Margaret Ritchie   | Social Democratic and Labour Party | 8 maj 2008 |

Observera att regeringen inte har utrikes-, försvars- och justitieministrar, eftersom självstyret inte gäller rättsväsende, utrikesfrågor och försvar. Många lagar stiftas fortfarande i London.

## Reaktion mot avtalet
Som en reaktion mot St Andrews Agreement bildades Traditional Unionist Voice i december 2007.